# Gustav Thiefenthaler
Gustav Thiefenthaler (ur. 25 lipca 1886 w Unterwalden, zm. 14 kwietnia 1942 w Saint Louis) – amerykański zapaśnik pochodzący ze Szwajcarii, brązowy medalista igrzysk olimpijskich w Saint Louis w 1904 w zapasach w stylu wolnym w wadze papierowej. Reprezentował South Broadway Athletic Club z Saint Louis.
W 1904 miał ciągle obywatelstwo szwajcarskie, ale Międzynarodowy Komitet Olimpijski uznaje go za reprezentanta Stanów Zjednoczonych.